# Parabola.cz
Parabola.cz – czeski serwis informacyjny zajmujący się problematyką transmisji telewizyjnej i radiowej. Na łamach dziennika publikuje się artykuły, recenzje i reportaże na temat zagadnień związanych z telewizją. Tematyka witryny koncentruje się wokół nadawania i odbioru przekazu satelitarnego.  
Portal został zapoczątkowany w 2000 roku. Testowa wersja witryny powstała pod koniec sierpnia 2000, a właściwy portal uruchomiono na początku września tegoż roku. 
Jest najpopularniejszym w kraju serwisem poświęconym transmisji satelitarnej. W ciągu miesiąca witryna generuje blisko milion odsłon.
Serwis jest jednym z regularnych źródeł informacji dla polskiego portalu „SAT Kurier”. Jest także cytowany przez czeskie media przy omawianiu lokalnego rynku telewizyjnego.
Portal nie jest powiązany z dawnym czasopismem „Satelit”, oferującym dodatek „Parabola”.